# Rybczyno
Rybczyno (niem. Seehof) – nieistniejąca miejscowość w Polsce położona w województwie zachodniopomorskim, w powiecie stargardzkim, w gminie Stargard, 8 km na północny wschód od Stargardu.
Wchodziła w skład sołectwa Małkocin.
W katalogu Meyers Seehof to posiadłość lub folwark należący do Mulkenthin Kr. Saatzig obecnie Małkocin.